# 911 (رقم هاتف الطوارئ)

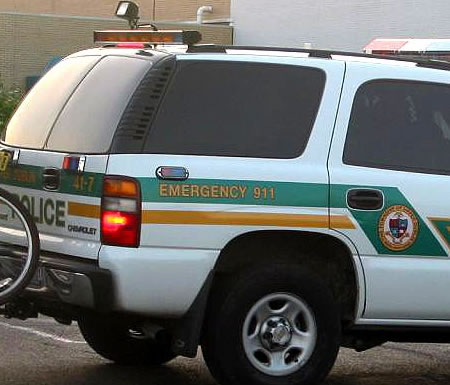
رقم الطوارئ 911 مكتوب على سيارة شرطة

استخدام رقمي الطوارئ المعتمد من قبل الاتحاد الدولي للاتصالات في جميع أنحاء العالم:
112
911
112 و 911
رقم آخر أو لا يوجد إعادة توجيه

911 (تنطق بالتساوي، "تسعة، واحد، واحد") هو رقم الطوارئ المُستعمل في أمريكا الشمالية منذ عام 1968، وفي العراق والأردن والأرجنتين وكندا والولايات المتحدة وجمهورية الدومينيكان وفيجي والمكسيك وباكستان والمالديف وبالاو وبنما والفلبين وسينت مارتن والأوروغواي. يعتبر جزءا من خطة الترقيم في أمريكا الشمالية، وهو واحد من ثمانية رموز N11 [الإنجليزية].   في عام 2020، استعمل الرقم لما يقرب من 650 ألف مرة يوميًا في الولايات المتحدة.
في أوروبا، يُستعمل رقم 112 كرقم الطوارئ، على الرغم من أن البلدان لم تحذف رقمها السابق.